# Utópia
Utópia è il quinto album in studio del gruppo musicale ungherese Anna and the Barbies, pubblicato il 1º luglio 2017 dalla Supermanagement.

## Tracce
1. Holtodiglan – 4:05
2. 7 lépés – 3:37
3. 4-es 6-os – 3:30
4. Segges a balatonba – 3:01
5. 1980-Valahány – 2:35
6. T.K. istván – 3:05
7. Egyre inkább idegen – 4:02
8. Sajnálom – 3:18
9. Karjaidban (Szeresd a vesztest is, ne csak a bajnokot) – 2:57
10. Tegnapelőtt, holnapután (Utópia) – 2:25
11. I Belong to You (feat. Sena) – 3:48

## Classifiche

### Classifiche settimanali
| Classifica (2017) | Posizione massima |
| ----------------- | ----------------- |
| Ungheria          | 1                 |

### Classifiche di fine anno
| Classifica (2017) | Posizione |
| ----------------- | --------- |
| Ungheria          | 20        |
| Classifica (2018) | Posizione |
| Ungheria          | 35        |